# Administrador integrado de la dinámica vehicular

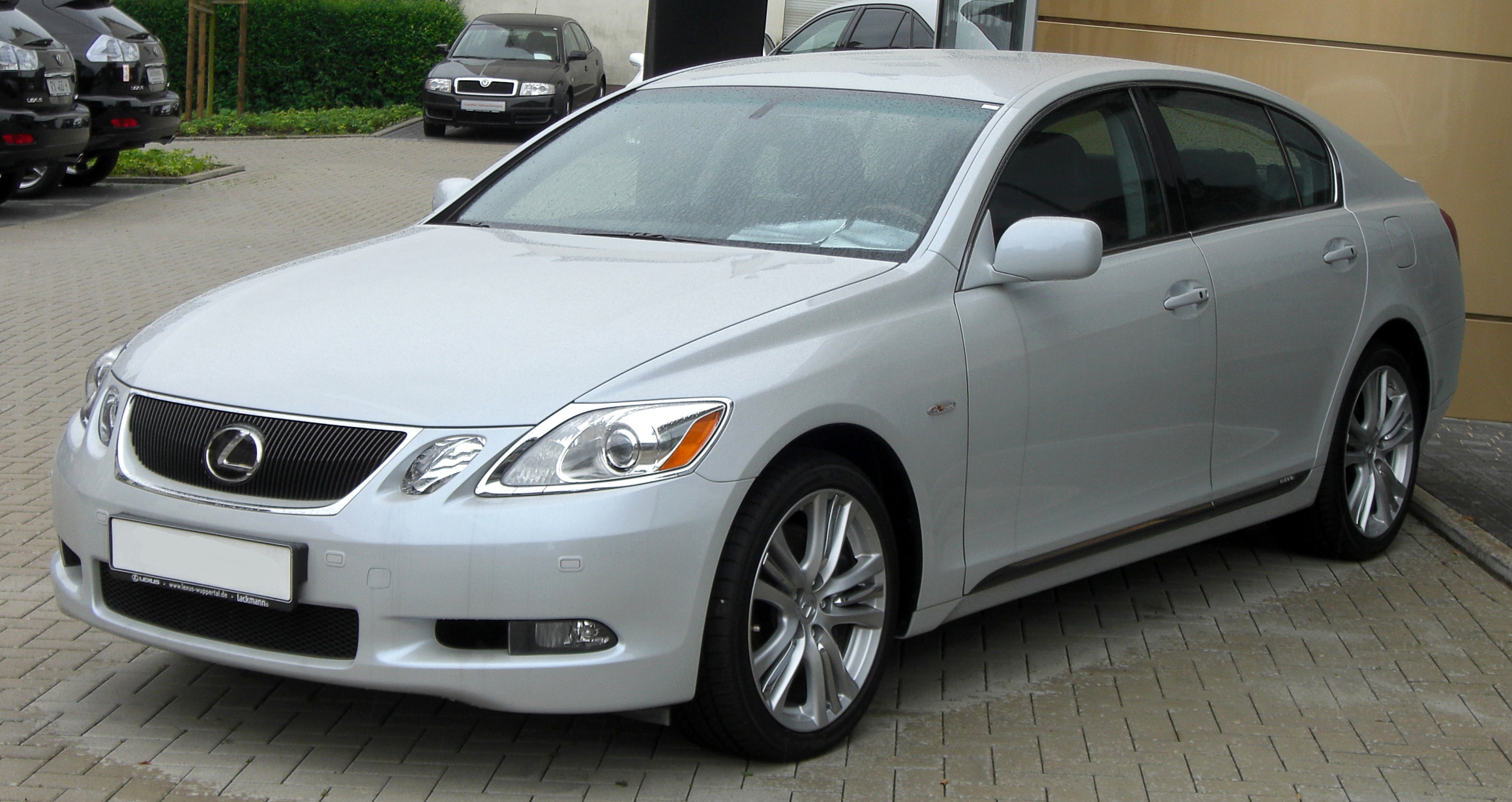
The first vehicle to debut VDIM outside Japan, the Lexus GS (2005–present).

Administrador Dinámico del Vehículo (VDIM - por sus siglas en inglés) es un sistema de control integrado manejado por un software desarrollado por Toyota. Este sistema involucra una computadora general enlazada al control de tracción, control de estabilidad electrónica, dirección electrónica entre otros sistemas, tratando de reducir las responsabilidades del conductor y la mejora de la seguridad. El sistema fue introducido por primera vez en el Mercado interno Japonés en julio del 2004, cuando Toyota debutó con el VDIM en el Toyota Crown Majesta. Apareciendo los VDIM's en el Lexus GS de cuarta generación, lanzado en el 2005. La compañía del VDIM trabaja en conjunto con Frenos Controlados Electrónicamente (ECB), Frenos Antibloqueo (ABS), Distribución Electrónica de Fuerza de frenado (EBD), Control de Tracción(TRC) y Control de Estabilidad (VSC), los sistemas activos de seguridad trabajan con: Suspensión Adaptable Variable (AVS), Dirección de la Energía Eléctrica (EPS) y la Dirección Variable del radio del engranaje (VGRS). Estos sistemas donde anteriormente trabajaban individualmente ahora trabajan bajo este software. De esta forma todos los sistemas trabajan en conjunto denominados como ECU siendo el más importante y la prioridad de los sistemas. El VDIM fue diseñado inicialmente para los autos de tracción trasera.

## Aplicaciones
- Lexus IS: IS 350 (2005), IS 250 (2008), IS F (2008; with an additional "sport" setting)
- Lexus GS: GS 430 (2005), GS 350 (2006), GS 450h (2006), GS 460 (2007)
- Lexus LS: LS 460 (2006), LS 600h (2007)
- Lexus RX: RX 400h (2005), RX 350 (2009), RX 450h (2009)
- Toyota Camry Hybrid (2006)
- Toyota Crown Majesta (2004)
- Toyota Highlander Hybrid (2005)
- Toyota Sienna (2011)

## Sistemas similares
- Cadillac Sistema Integrado de Chasis (ICCS)